# Kaple Panny Marie Einsiedelnské (Praha)
Kaple Panny Marie Einsiedelnské na Hradčanech v Praze 1 je někdejší, dnes již neexistující klášterní kaple. Stávala na svahu pod okrajem ulice Ke Hradu ve východní části Hradčanského náměstí. Podle některých zdrojů tato poutní kaple na rampě Pražského hradu stávala v letech 1672–1791, podle jiného v letech 1672-1791. Je tedy otázkou, jaká stavba je na (zde uvedeném) Sadlerově prospektu z roku 1607.
Původní kapli připomíná již jen dvoupatrová základová stavba, která byla kolem roku 1970 přestavěna na bistro a v jejíchž prostorách v současnosti (od roku 2013) sídlí jedna z pražských provozoven kaváren Starbucks.

## Historie

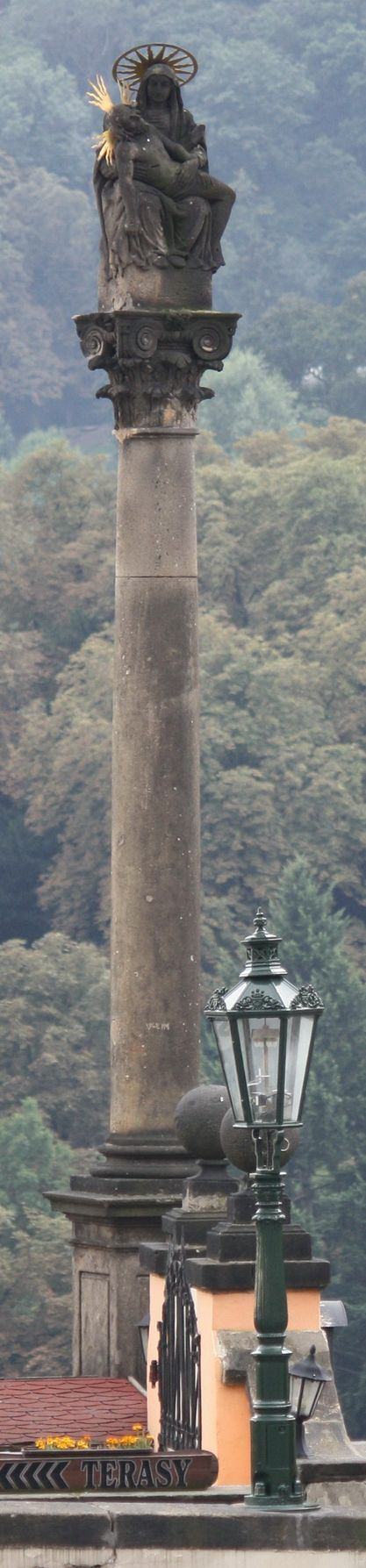
Socha Panny Marie Einsiedelnské poblíž bývalé kaple

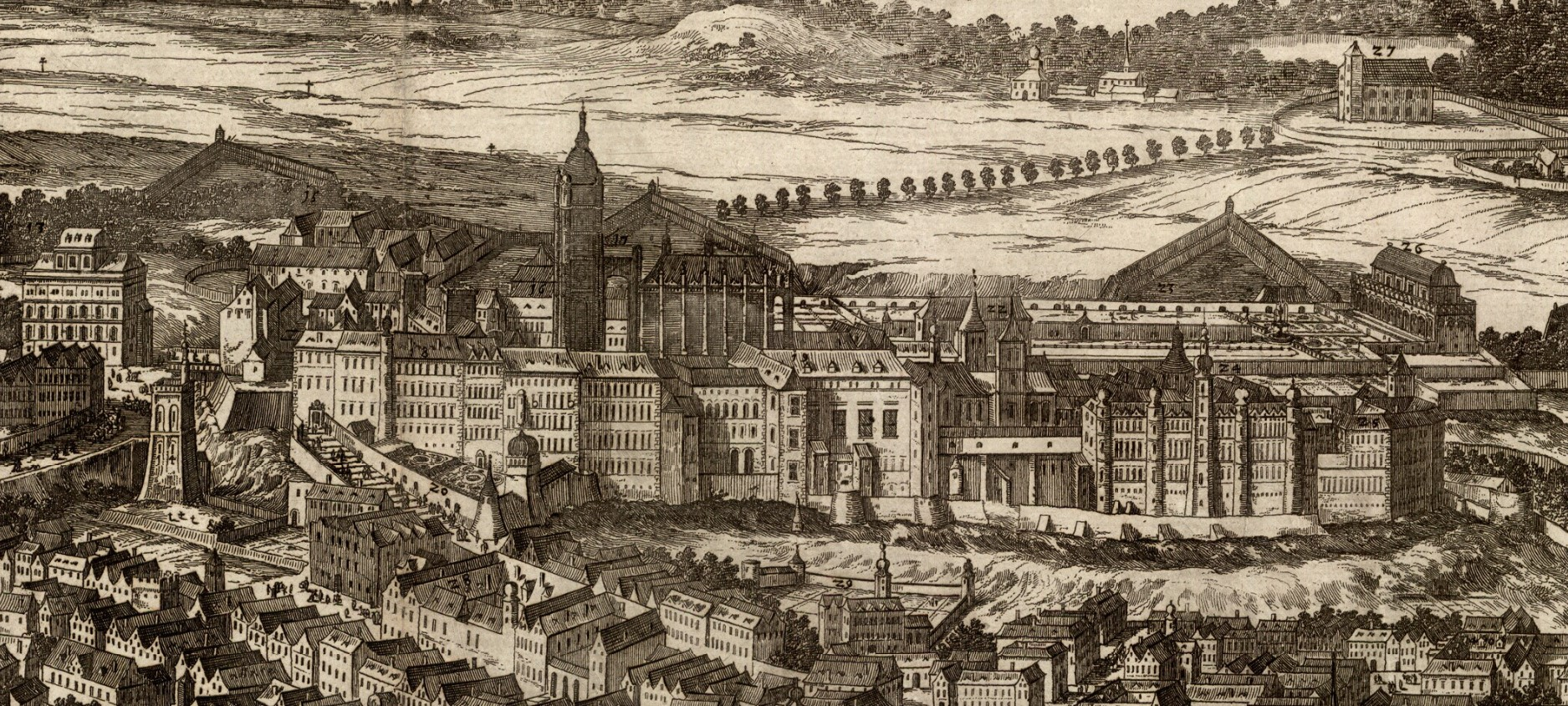
Zbytky kaple na vedutě vytvořené v letech 1676-1679 – objekt již v dnešní podobě, kaple tedy musela být zbořena už během 17. století (?)

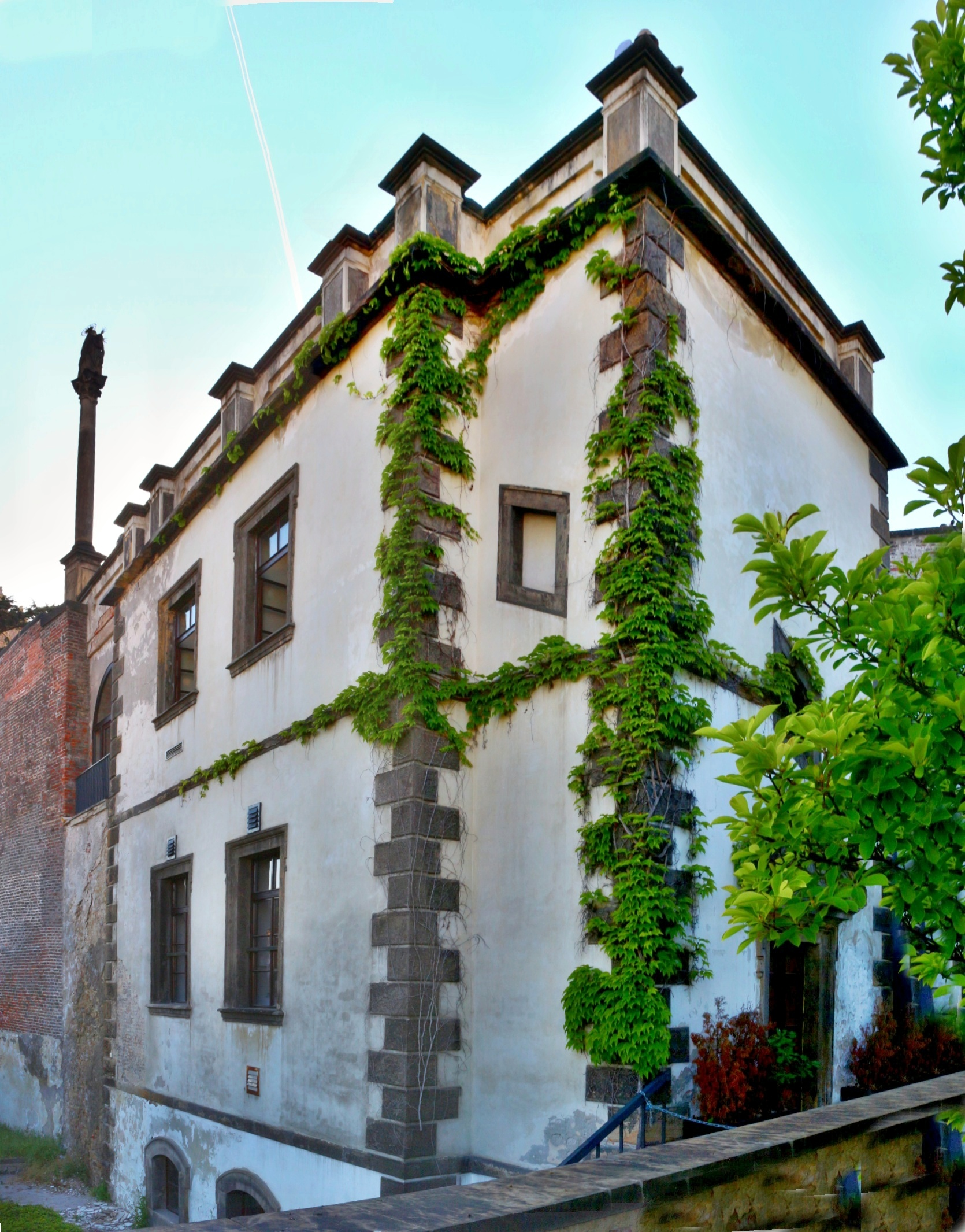
Třípodlažní objekt, který tvořil podnož zbořené kaple

Kapli nechala postavit v roce 1672 na vlastní náklady Ludmila Benigna hraběnka Šternberková pro potřeby malostranského kláštera theatinů. Kaple byla opuštěna se zrušením řádu v roce 1783.

## Popis
Jednolodní kaple byla poměrně jednoduchá obdélníková stavba lodí a se zúženým kněžištěm a malou věžičkou. Svou podobou vycházela z předlohy kaple ve švýcarském Einsiedelnu. Jedinou dochovanou původní částí kaple je trojpodlažní základová podnož a některé menší části stavby a také sloup se sochou Panny Marie s Ukřižovaným (pieta) před vstupem do kavárny v blízkosti sochy svatého Václava z počátku 20. století stojící na barokním podstavci.